# Khulna
Khulna (tiếng Bengal: খুলনা) là thành phố lớn thứ ba ở Bangladesh. Nó nằm bên bờ của sông Rupsha và Bhairab trong quận Khulna. Đây là một trung tâm công nghiệp và thương mại lớn. Nó có một cảng biển tên là Mongla trên vùng ngoại ô thành phố, cách thành phố 38 km. Dân số của thành phố, thuộc thẩm quyền quản lý của Hội đồng thành phố, là 1.000.000 người theo ước tính năm 2010. Các thống kê vùng đô thị rộng lớn hơn thì có mức dân số ước tính của 1.435.422 người.
Thành phố này có cự ly 333 km về phía tây nam của thủ đô Dhaka của Bangladesh, và thành phố được kết nối bằng đường hàng không, đường bộ, đường xe lửa và đường thủy.